# Mitja Lotrič
Mitja Lotrič (sinh ngày 3 tháng 9 năm 1994) là một cầu thủ bóng đá Slovenia thi đấu ở vị trí tiền đạo cho Celje.